# Finał Pucharu Polski w piłce nożnej 1979
Finał Pucharu Polski w piłce nożnej 1979 – mecz piłkarski kończący rozgrywki Pucharu Polski 1978/1979 oraz mający na celu wyłonienie triumfatora tych rozgrywek, który został rozegrany 9 maja 1979 roku na Stadionie Miejskim w Lublinie, pomiędzy Arką Gdynia a Wisłą Kraków. Trofeum po raz 1. wywalczyła Arka Gdynia, która uzyskała tym samym prawo gry w Pucharze Zdobywców Pucharów 1979/1980.

## Droga do finału
| Arka Gdynia | Arka Gdynia      | Arka Gdynia  | Runda        | Wisła Kraków | Wisła Kraków     | Wisła Kraków |
| Data        | Przeciwnik       | Wynik        | Runda        | Data         | Przeciwnik       | Wynik        |
| ----------- | ---------------- | ------------ | ------------ | ------------ | ---------------- | ------------ |
| 17.09.1978  | Piast Nowa Ruda  | 1:0          | 1/16 finału  | 16.09.1978   | Arkonia Szczecin | 2:0          |
| 22.10.1978  | Warta Sieradz    | 2:1          | 1/8 finału   | 22.10.1978   | Pogoń Szczecin   | 2:1          |
| 12.11.1978  | Lech Poznań      | 2:2 (k. 7:6) | 'Ćwierćfinał | 26.11.1978   | Lechia Gdańsk    | 2:1          |
| 28.03.1979  | Szombierki Bytom | 3:0          | Półfinał     | 28.03.1979   | Zagłębie Lubin   | 3:0          |

## Tło
W finale rozgrywek zmierzyły się ze sobą Arka Gdynia i Wisła Kraków. Faworytem meczu była drużyna Białej Gwiazdy, zwłaszcza, gdyż drużyna Żółto-Niebieskich grała bez swoich najlepszych zawodników, w tym mającego wówczas gorączkę Tomasza Korynta.

## Mecz

### Przebieg meczu
Mecz odbył się 9 maja 1979 roku o godz. 14:00 na Stadionie Miejskim w Lublinie. Sędzią głównym spotkania był Alojzy Jarguz. Przez pierwsze 20 minut mecz był wyrównany. W 16. minucie po efektownym i dynamicznym rajdzie Adama Nawałki oraz strzale z woleja Michał Wróbel, piłkę do siatki kieruje Kazimierz Kmiecik, po czym drużyna Białej Gwiazdy prowadzi 1:0. Następnie aż do końca pierwszej połowy przewagę w grze uzyskała drużyna Białej Gwiazdy (m.in. groźny strzał oddaje Henryk Maculewicz).
W 50. minucie meczu po faulu Henryka Maculewicza, pięknym strzałem z rzutu wolnego sprzed pola karnego gola zdobywa Janusz Kupcewicz, doprowadzając tym samym do wyrównania na 1:1. W 59. minucie Krzysztof Budka został dogoniony przez Wiesława Kwiatkowskiego po czym go fauluje, a Alojzy Jarguz dyktuje rzut karny dla drużyny Żółto-Niebieskich, którego wykonuje Tadeusz Krystyniak, który zamienia go na gola na 2:1, ustalając tym samym wynik meczu.

### Szczegóły meczu
| 9 maja 1979 14:00 | Arka Gdynia · Kupcewicz 50' · Krystyniak 59' (k) | 2:11:0Raport | Wisła Kraków · 16' Kmiecik | Stadion Miejski, Lublin Widzów: 15 000 Sędzia: Alojzy Jarguz (Olsztyn) |
|                   |                                                  |              |                            |                                                                        |

| Arka Gdynia:        |  |                      |              |     |
|                     |  |                      |              |     |
| BR                  |  | Włodzimierz Żemojtel |              |     |
| OB                  |  | Jacek Pietrzykowski  | Żółta kartka |     |
| OB                  |  | Zbigniew Bieliński   |              |     |
| OB                  |  | Franciszek Bochentyn |              |     |
| OB                  |  | Adam Musiał          |              |     |
| OB                  |  | Andrzej Dybicz       |              |     |
| PO                  |  | Janusz Kupcewicz     |              |     |
| PO                  |  | Ryszard Kurzepa      |              |     |
| NA                  |  | Wiesław Kwiatkowski  |              |     |
| NA                  |  | Jerzy Zawiślan       |              | 35' |
| NA                  |  | Andrzej Bikiewicz    |              | 85' |
| Zmiany:             |  |                      |              |     |
| OB                  |  | Marian Nowacki       |              | 85' |
| PO                  |  | Tadeusz Krystyniak   |              | 35' |
| Trener:             |  |                      |              |     |
| Czesław Boguszewicz |  |                      |              |     |

| Wisła Kraków: |  |                     |              |     |
|               |  |                     |              |     |
| BR            |  | Stanisław Gonet     | Żółta kartka |     |
| OB            |  | Marek Motyka        |              |     |
| OB            |  | Henryk Maculewicz   |              |     |
| OB            |  | Krzysztof Budka     |              |     |
| OB            |  | Zbigniew Płaszewski |              |     |
| PO            |  | Leszek Lipka        |              | 79' |
| PO            |  | Zdzisław Kapka      | Żółta kartka |     |
| PO            |  | Adam Nawałka        | Żółta kartka | 79' |
| PO            |  | Janusz Krupiński    |              |     |
| NA            |  | Kazimierz Kmiecik   |              |     |
| NA            |  | Michał Wróbel       |              |     |
| Zmiany:       |  |                     |              |     |
| OB            |  | Andrzej Targosz     |              | 79' |
| PO            |  | Jan Jałocha         |              | 79' |
| Trener:       |  |                     |              |     |
| Orest Lenczyk |  |                     |              |     |

| Puchar Polski w piłce nożnej 1978/1979 Zwycięzcy |
| ------------------------------------------------ |
| Arka Gdynia 1. Tytuł                             |

## Po meczu
Triumfatorem rozgrywek została Arka Gdynia, natomiast jej trener Czesław Boguszewicz, który jeszcze niedawno był jednym z najważniejszych zawodników klubu oraz reprezentantem kraju (musiał zakończyć karierę z powodu kontuzji oka) w wieku 29 lat zostaje najmłodszym trenerem, który triumfował w tych rozgrywkach.